# Syspira agujas
Espèce
Syspira agujas est une espèce d'araignées aranéomorphes de la famille des Miturgidae.

## Distribution
Cette espèce est endémique de République dominicaine. Elle se rencontre dans les provinces de San José de Ocoa et de La Vega.

## Description
La femelle holotype mesure 16,8 mm.
Le mâle décrit par Sánchez-Ruiz, Santos, Brescovit et Bonaldo en 2020 mesure 10,9 mm.

## Étymologie
Son nom d'espèce lui a été donné en référence au lieu de sa découverte, Las Agujas.

## Publication originale
- Brescovit, Sánchez-Ruiz & Bonaldo, 2018 : « On the spider genus Syspira Simon, 1895 (Araneae: Miturgidae) in the Caribbean: four new species from Dominican Republic. » Zootaxa, no 4370(1), p. 57-76.